# Jan Kajetan Trojański
Jan Kajetan Trojański (ur. w lutym 1797 lub w 1796 w Lublinie, zm. 24 lipca 1850 w Mariańskich Łaźniach) – polski filolog klasyczny, leksykograf. Profesor i rektor Uniwersytetu Jagiellońskiego. Prezes Towarzystwa Naukowego Krakowskiego.

## Życiorys
Syn Stanisława, magistra chirurgii. W Lublinie ukończył gimnazjum. Na Uniwersytecie Jagiellońskim w Krakowie studiował filologię klasyczną, a następnie we Wrocławiu prawo. Po dwóch latach porzucił studia prawnicze, powracając do filologii klasycznej. Za prace naukowe otrzymał w 1817 roku 50 talarów nagrody od Uniwersytetu Wrocławskiego. Po ukończeniu studiów został na Uniwersytecie Wrocławskim lektorem języka i literatury polskiej. Zdał egzamin nauczycielski i w Poznaniu w 1819 roku rozpoczął pracę w gimnazjum Marii Magdaleny w Poznaniu. W grudniu 1821 na Wydziale Filozoficznym Uniwersytetu Jagiellońskiego uzyskał stopień doktora.
Pracował w Poznaniu, gdzie wraz z Józefem Muczkowskim zajmował się porządkowaniem akt miejskich i sporządzaniem inwentarza na polecenie pruskiego magistratu Poznania. Prace zakończyli w 1826 roku, kończąc dzieło zaczęte pięć lat wcześniej przez Jana Wilhelma Cassiusa.
W 1828 roku przeniósł się do Krakowa, gdzie przez dwadzieścia lat oddawał się głównie zajęciom dydaktycznym oraz studiom języka niemieckiego w Katedrze Literatury Łacińskiej Uniwersytetu Jagiellońskiego. Od 1828 wykładał literaturę polską i łacińską oraz pełnił funkcję członka Wielkiej Rady Uniwersyteckiej. W latach 1835–1837 pełnił funkcję dziekana Wydziału Filozoficznego UJ. W latach 1841–1843 był rektorem Uniwersytetu i jednocześnie prezesem Towarzystwa Naukowego Krakowskiego.
W latach 1845–1848 ponownie był dziekanem Wydziału Filozoficznego, a w 1849 został powołany do komisji opracowującej dla Uniwersytetu „kompletny plan naukowy”.
Zmarł latem 1850 w Mariańskich Łaźniach (Marienbad). Miejsce pochówku pozostaje nieznane.

## Życie prywatne
Od 1827 roku był żonaty z Józefą  Zgorzalewiczówną z Kościana.

## Publikacje
Był autorem popularnych i cenionych w swoim czasie podręczników szkolnych i słowników. W 1819 roku opracował we Wrocławiu Gramatykę łacińską do potrzeby szkól polskich zastosowaną, która miała kilka wydań i używana była w szkołach wielkopolskich. Wydał również Słownik polsko-łaciński do szkolnego użycia... (1819) i Zadania do tłumaczenia z polskiego na łacińskie (1828). W Poznaniu opracował artykuł z dziedziny dydaktyki języków klasycznych, wydany przez gimnazjum poznańskie (1824). Jego najbardziej znane prace powstały jednak w Krakowie – w 1833 opublikował Gramatykę niemiecką do szkolnego i prywatnego użycia, a także słowniki polsko-niemieckie i niemiecko-polskie, m.in.: Dokładny niemiecko-polski słownik do podręcznego użycia dla Polaków i Niemców (wydany w 1844). Trojański jest autorem znaczących prac leksykograficznych. Słownik polsko-niemiecki (rok 1835) liczy 1148 stron i ok. 30 000 haseł, słownik niemiecko-polski (1844) – 1500 stron i ok. 60 000 haseł.  Obydwa słowniki pełnią w pierwszym rzędzie funkcję pasywną. Służą więc do tłumaczenia tekstów  z języka polskiego na niemiecki dla użytkownika niemieckiego (część polsko-niemiecka) i do tłumaczenia z języka niemieckiego na język polski dla użytkownika polskiego.
W porównaniu za słownikami Mrongowiusza i Bandtkiego słowniki Trojańskiego wykazują bogatszą mikrostrukturę,  w tym obszerne informacje morfologiczne (jak formy dopełniacza przy rzeczownikach, formy fleksyjne  czasowników) przy wyrazach hasłowych. 